# Payson (Illinois)
Payson é uma vila localizada no estado americano de Illinois, no Condado de Adams.

## Demografia
Segundo o censo americano de 2000, a sua população era de 1066 habitantes.
Em 2006, foi estimada uma população de 1058, um decréscimo de 8 (-0.8%).

## Geografia
De acordo com o United States Census Bureau tem uma área de
3,0 km², dos quais 3,0 km² cobertos por terra e 0,0 km² cobertos por água. Payson localiza-se a aproximadamente 211 m acima do nível do mar.

## Localidades na vizinhança
O diagrama seguinte representa as localidades num raio de 20 km ao redor de Payson.